# G 지수
g 지수(g-index)는 연구자의 연구 생산성과 영향력을 알아보기 위한 지표이다.

## 정의
어떤 연구자의 g 지수는 그 사람이 쓴 모든 논문 중 인용횟수 순 상위 n개의 논문의 인용횟수 총합이 n^2개 이상일 때, 이 둘을 동시에 만족하는 n의 최대값으로 한다. h-index의 단점을 개량하였다.

## 같이 보기
- 임팩트 팩터
- 과학계량학
- 문헌정보학